# Universidad Católica Santa María La Antigua
La Universidad Católica Santa María La Antigua (USMA), es una institución de educación superior, de origen privado. Se constituyó como la primera universidad privada de Panamá, al iniciar sus funciones el día 27 de mayo de 1965. Comenzó su actividad académica en el parque Catedral, en lo que antiguamente era el Palacio Arzobispal, con 232 alumnos, 9 carreras y 21 profesores.
Mantiene un aproximado de 31 000 egresados, 5 879 estudiantes, personal docente y más de 80 programas académicos tanto en pregrado como en postgrado.
Desde 1976, la universidad de trasladó a su Campus actual, en la Avenida Ricardo J. Alfaro. Además cuenta con cuatro sedes, en Colón, Chiriquí, Azuero y Veraguas.
La Resolución n.º 5 del 1 de agosto de 2012 del Consejo Nacional de Evaluación y Acreditación Universitaria de Panamá (CONEAUPA), la declaró como una de las universidades acreditadas del país.

## Historia
El nombre de esta universidad es un homenaje a la advocación mariana con la que se fundó la primera diócesis en Tierra Firme, en 1513. Fue su primer Rector el padre Benjamín Ayechu, de la Orden de Agustinos Recoletos (O.A.R), nombrado por Mons. Tomás Clavel, Arzobispo de Panamá y, por consiguiente, primer Gran Canciller de la USMA.
Con el impulso de un grupo de ciudadanos de distintos sectores, encabezados por el P. Benjamín Ayechu, se logra la aprobación del Decreto Ley n.º 16, del 11 de julio de 1963, que posibilita la educación superior particular en Panamá. La Universidad Católica Santa María La Antigua (USMA) fue la primera que se fundó con este carácter, el 27 de mayo de 1965, teniendo como sede el antiguo Palacio Arzobispal, en el Casco Antiguo de la ciudad.

## Egresados notables
José Luis Fábrega: diputado de la Asamblea Nacional (1999-2014), desde julio de 2019 es el alcalde del distrito de Panamá.
Ana Matilde Gómez: Procuradora General de Panamá (2005-2010), diputada de la Asamblea Nacional (2014-2019).
José Gabriel Carrizo: El 1 de julio de 2019 se convirtió en el vicepresidente de Panamá más joven para el período 2019-2024, fue ministro de la Presidencia de Panamá (2019-2023).
Juan Diego Vásquez: actual diputado en la Asamblea Nacional por el circuito 8-6 por la libre postulación. Vásquez es el diputado más joven en ser electo en toda la historia de Panamá, teniendo 23 años al momento de las elecciones. De igual forma, es el diputado mayor votado históricamente, con más de 33.000 mil votos.
Alejandro Ferrer: fue vicecanciller, Ministro de Comercio de Industrias de Panamá (2004-2008), fue Ministro de Relaciones Exteriores de Panamá (2019-2020).
José Isabel Blandón: diputado de la Asamblea Nacional (1999-2014), Fue alcalde del distrito de Panamá (2014-2019).
Jürgen Mossack: es un abogado alemán, socio del bufete Mossack Fonseca. Su firma se hizo mundialmente conocida a través de la publicación del escándalo denominado Panama Papers, el cual mostró las actividades de la economía financiera offshore. El bufete de abogados apoyó a más de 14 000 clientes en la fundación de 214 000 firmas en 21 paraísos fiscales.
Rómulo Roux: fue Ministro para Asuntos del Canal de Panamá (2009-2012), Ministro de Relaciones Exteriores de Panamá (2012-2014), es actualmente presidente del partido Cambio Democrático desde enero de 2018.
Ana Irene Delgado: Fue la embajadora más joven de Panamá ante el Reino Unido, la República de Irlanda e Islandia, así como la representante de Panamá ante la Organización Marítima Internacional (2011-2014), Fue Vicepresidenta de la Asamblea Marítima Internacional.

## Sedes
La universidad mantiene sedes en distintos puntos del país.
- Ciudad de Panamá (capital)
- Ciudad de Colón, (Colón)
- David, (Chiriquí)
- Azuero: Chitré, Los Santos, Granja Escuela Casiciaco Haren Alde.
- Santiago de Veraguas (Veraguas)